# Halvgræs-familien
Halvgræs-familien (Cyperaceae) er en familie med forholdsvis få slægter. Det er fælles for familien, at arterne indeholder auroner, favonsulfater, flavon C-glykosider, kestose og isokestose samt oligosakkarider (som oplagsnæring). Planterne har i reglen treradede, spiralstillede blade, i modsætning til græsfamilien som typisk har toradet stillede blade, og har massive stængler med blomster i endestillede stande.
Halvgræs-familien (Cyperaceae) inddeles i to (tidligere i fire-fem) underfamilier og 14 stammer:

| Halvgræs-familiens systematik |

| \| - Underfamilie Mapanioideae: Med to stammer, 6-13 Slægter og ca. 140 arter: - Stamme Chrysitricheae: Arterne findes kun på den sydlige halvkugle. Med fire slægter: - Chrysitrix - Chorizandra - Hellmuthia - Lepironia - Stamme Hypolytreae: Med ni slægter: - Capitularina - Diplasia - Exocarya - Hypolytrum - Mapania - Mapaniopsis - Paramapania - Principina - Scirpodendron - Underfamilie Cyperoideae: Med tolv stammer, ca. 92 slægter og næsten 4.900 arter: - Stamme Abildgaardieae: Med ca. otte slægter: - Abildgaardia - Actinoschoenus - Arthrostylis - Bulbostylis - Crosslandia - Fimbristylis - Nemum - Trachystylis - Stamme Bisboeckelereae: - Becquerelia - Calyptrocarya - Diplacrum - Stamme Cariceae: - Star (Carex): Med ca. 1757 arter. - Cymophyllus - Kobresia - Schoenoxiphium - Uncinia - Stamme Cryptangieae: - Didymiandrum - Exochogyne - Stamme Cypereae: Med ca. 19 slægter og ca. 900 arter. - Androtrichum: 2 arter - Cyperus: ca. 620 arter - Desmoschoenus: ca. 70 arter - Dracoscirpoides: 3 arter - Ficinia: 3 arter - Hellmuthia: (monotypisk) - Isolepis: ca. 70 arter - Karinia: (monotypisk) - Kyllinga: Ca. 50 arter - Lipocarpha: ca. 30 arter - Pycreus: Ca. 120 arter - Scirpoides: 4-6 arter - Volkiella: (monotypisk) - Stamme Dulichieae: - Blysmus - Dulichium - Stamme Eleocharideae: - Chillania - Sumpstrå (Eleocharis) - Stamme Fuireneae: - Actinoscirpus - Kogleaks (Bolboschoenus) - Fuirena - Schoenoplectiella - Kogleaks (Schoenoplectus) - Stamme Rhynchosporeae: - Pleurostachys - Næbfrø (Rhynchospora) - Stamme Scirpeae: - Amphiscirpus - Kæruld (Eriophorum) - Oreobolopsis - Phylloscirpus - Kogleaks (Scirpus) - Kogleaks (Trichophorum) - Zameioscirpus - Stamme Schoeneae: Med ca. 29 slægter. - Stamme Sclerieae: - Scleria - Stamme Trilepideae: - Coleochloa - Microdracoides - Trilepis \| |
| - Underfamilie Mapanioideae: Med to stammer, 6-13 Slægter og ca. 140 arter: - Stamme Chrysitricheae: Arterne findes kun på den sydlige halvkugle. Med fire slægter: - Chrysitrix - Chorizandra - Hellmuthia - Lepironia - Stamme Hypolytreae: Med ni slægter: - Capitularina - Diplasia - Exocarya - Hypolytrum - Mapania - Mapaniopsis - Paramapania - Principina - Scirpodendron - Underfamilie Cyperoideae: Med tolv stammer, ca. 92 slægter og næsten 4.900 arter: - Stamme Abildgaardieae: Med ca. otte slægter: - Abildgaardia - Actinoschoenus - Arthrostylis - Bulbostylis - Crosslandia - Fimbristylis - Nemum - Trachystylis - Stamme Bisboeckelereae: - Becquerelia - Calyptrocarya - Diplacrum - Stamme Cariceae: - Star (Carex): Med ca. 1757 arter. - Cymophyllus - Kobresia - Schoenoxiphium - Uncinia - Stamme Cryptangieae: - Didymiandrum - Exochogyne - Stamme Cypereae: Med ca. 19 slægter og ca. 900 arter. - Androtrichum: 2 arter - Cyperus: ca. 620 arter - Desmoschoenus: ca. 70 arter - Dracoscirpoides: 3 arter - Ficinia: 3 arter - Hellmuthia: (monotypisk) - Isolepis: ca. 70 arter - Karinia: (monotypisk) - Kyllinga: Ca. 50 arter - Lipocarpha: ca. 30 arter - Pycreus: Ca. 120 arter - Scirpoides: 4-6 arter - Volkiella: (monotypisk) - Stamme Dulichieae: - Blysmus - Dulichium - Stamme Eleocharideae: - Chillania - Sumpstrå (Eleocharis) - Stamme Fuireneae: - Actinoscirpus - Kogleaks (Bolboschoenus) - Fuirena - Schoenoplectiella - Kogleaks (Schoenoplectus) - Stamme Rhynchosporeae: - Pleurostachys - Næbfrø (Rhynchospora) - Stamme Scirpeae: - Amphiscirpus - Kæruld (Eriophorum) - Oreobolopsis - Phylloscirpus - Kogleaks (Scirpus) - Kogleaks (Trichophorum) - Zameioscirpus - Stamme Schoeneae: Med ca. 29 slægter. - Stamme Sclerieae: - Scleria - Stamme Trilepideae: - Coleochloa - Microdracoides - Trilepis       |

## Eksterne links
- Halvgræs-familien på Curlie (som bygger videre på Open Directory Project)
- Angiosperms Phylogeny Group